# نهنگ بزرگ‌باله کوچک
نهنگ بزرگ‌باله کوچک یا نهنگ مینکی گونه ای آب‌بازسان بی‌دندان است. این جانور دو گونه دارد: نهنگ مینکی شمالی و نهنگ مینکی قطب جنوب (جنوبی). این نهنگ نخستین بار در سال ۱۷۸۰ توسط طبیعت‌شناس دانمارکی اتو فابریسیوس شناسایی شد. او گمان کرد که این نهنگ پیشتر شناسایی شده و نام نهنگ پوزه‌بطری شمالی که در سال ۱۷۷۶ از سوی اوتو فریدریش مولر پیشنهاد شده بود را بر آن گذاشت. پس از آن برنارد ژرمن دو لاسه‌پد در ۱۸۰۴ یک گونهٔ جوان این نهنگ را شناسایی کرد و نامی بر آن گذاشت که تقریباً ترجمهٔ مینکه وال از زبان نروژی است. احتمالاً او این نام را از نام یک شکارچی نهنگ به نام منکه که نروژی بود گرفته بود. این فرد هم نهنگ مینکی را با نهنگ آبی اشتباه گرفته بود.
نهنگ مینکی پس از یوزنهنگ کوتوله کوچکترین نهنگ بی‌دندان است. آن‌ها پس از ۶ تا ۸ سال بالغ می‌شوند، طول نهنگ‌های نر ۶٫۹ متر و نهنگ‌های ماده ۸ متر است. بزرگترین نهنگ‌های ماده آن‌ها طولی میان ۹٫۱ تا ۱۰٫۷ متر و بزرگترین نرها طولی میان ۸٫۸ تا ۹٫۸ دارند. هر دو جنس آن‌ها بین ۴ تا ۵ تن وزن دارند و بزرگترین نهنگ مینکی شناسایی‌شده، ۱۰ تن وزن داشته‌است.
نهنگ مینکی معمولاً بین ۳۰ تا ۵۰ سال عمر می‌کند و گاهی تا ۶۰ سال هم می‌رسد.